# Suezichthys gracilis
Suezichthys gracilis är en fiskart som först beskrevs av Franz Steindachner och Döderlein, 1887.  Suezichthys gracilis ingår i släktet Suezichthys och familjen läppfiskar. IUCN kategoriserar arten globalt som livskraftig. Inga underarter finns listade i Catalogue of Life.